# Густаво Ајон
Густаво Алфонсо Ајон Агире (шп. Gustavo Alfonso Ayón Aguirre; Тепик, 1. април 1985) бивши је мексички кошаркаш. Играо је на позицији центра.

## Биографија
Ајон је каријеру почео у родном Мексику, након чега је 2009. године дошао у Шпанију. Играо је за друголигаше Иљескас и Тенерифе а пажњу на себе је скренуо партијама у дресу АЦБ лигаша Фуенлабраде.
У децембру 2012. је потписао са Њу Орлеанс хорнетсима. У јулу 2012. је мењан у Орландо меџик. У фебруару 2013. је поново мењан, овога пута у Милвоки баксе. На крају сезоне Бакси су га отпустили. Након тога је потписао уговор са Атланта хоксима.
У септембру 2014. се вратио у Шпанију и потписао уговор са Реал Мадридом. У екипи Реала је провео наредних пет сезона, и у том периоду је освојио две Евролиге, један Интерконтинентални куп, четири пута је био првак Шпаније, три пута је освојио Куп и два пута Суперкуп. Такође је два пута био уврштен у другу поставу идеалног тима Евролиге. У јуну 2019. године је напустио Реал.
Крајем јула 2019. је потписао уговор са Зенитом из Санкт Петербурга. Током сезоне 2019/20. у Евролиги, Ајон је бележио просечно 12 поена и пет скокова по утакмици. Након једне сезоне је напустио Зенит.
Био је дугогодишњи је члан репрезентације Мексика и са њима је освојио Америчко првенство 2013. године.

## Успеси

### Клупски
- Реал Мадрид:
  - Евролига (2): 2014/15, 2017/18.
  - Интерконтинентални куп (1): 2015.
  - Првенство Шпаније (4): 2014/15, 2015/16, 2017/18, 2018/19.
  - Куп Шпаније (3): 2015, 2016, 2017.
  - Суперкуп Шпаније (2): 2014, 2018.

### Репрезентативни
- Америчко првенство:
  -  2013.
  -  2017.
- Центробаскет:
  -  2014.

### Појединачни
- Идеални тим Евролиге — друга постава (2): 2015/16, 2016/17.
- Најкориснији играч Купа Шпаније (1): 2016.
- Најкориснији играч Америчког првенства (1): 2013.
- Најкориснији играч Центробаскета (1): 2014.